# Erich Achterberg
Erich Reinhold Albert Achterberg (* 21. November 1895 in Berlin; † 4. August 1979 in Kempten (Allgäu)) war ein deutscher Wirtschaftspublizist und Bankhistoriker.

## Leben
Nach dem Realschulabschluss und anschließender Ausbildung zum Verwaltungsbeamten beim Magistrat Neukölln begann Erich Achterberg  im Jahre 1915 mit einem Philosophiestudium in Berlin und Breslau. Er fand Beschäftigung als Telefonstenograf bei der Breslauer Morgen-Zeitung und bei dem 1913 gegründeten internationalen Nachrichtendienst  Telegraphen-Union und hatte seine Arbeitsorte in Breslau, Dresden, München und überwiegend in Frankfurt/Main. Hier gelang ihm der Aufstieg bis zum Agenturleiter und Börsenberichterstatter. Während dieser Zeit holte er das Abitur nach, um 1919 in Frankfurt mit einem Studium der Nationalökonomie zu beginnen. Er war hier Schüler von Franz Oppenhauer, Adolf Weber, Fritz Schmidt und Ernst Kahn. Dieses Studium finanzierte er durch Nebentätigkeiten bei der Telegraphen-Union bzw. beim Herold Depeschenbüro. Bevor er von 1924 bis 1943 als Wirtschaftskorrespondent im Berliner Büro der Frankfurter Zeitung tätig war, hatte er direkt nach dem Studium eine Anstellung bei Buchwalds Börsen-Berichten gefunden. Von 1943 bis 1945 war er Redakteur bei der Deutschen Allgemeinen Zeitung in Berlin. Nach dem Krieg fand er bei der Zentralfinanzverwaltung der sowjetischen Besatzungszone in Berlin eine Anstellung, wo er bis 1948 blieb. Mit der Anstellung beim Drei-Kreise-Verlag, der im August 1948 die Zeitschrift für das gesamte Kreditwesen herausbrachte, begann eine neue Ära. Das Unternehmen ging zum 1. Januar 1949 in dem von Fritz Knapp (1880–1962) gegründeten Fritz Knapp Verlag auf, der seitdem dieses Fachorgan vertreibt. Die Zeitung ist eines der Pflichtblätter der Frankfurter Wertpapierbörse. Diesen Job übte er bis zu seinem Wechsel am 1. Juli 1962 als Leiter des von ihm gegründeten „Archivs für bankgeschichtliche Forschung. Bankhistorisches Institut“ aus. Hier war er bis 1969, als er geschäftsführender Direktor des daraus hervorgegangenen Instituts für Bank- und Finanzgeschichte wurde. 1976 schied er aus dem Amt.
Erich Achterberg war in zweiter Ehe ab 1939 mit Lieselotte (Lilo) Oeser (1906–2007), Tochter des Wirtschaftsjournalisten Albert Oeser, verheiratet.

## Schriften (Auswahl)
- 1953 Wie liest man Bankbilanzen? Wenn die toten Zahlen erwachen, Fritz Knapp-Verlag Frankfurt/Main
- 1955 Der Bankplatz Frankfurt am Main
- 1956 Frankfurter Bankherren
- 1957 Enzyklopädisches Lexikon für das Geld-, Bank- und Börsenwesen, Bearbeiter: E. Achterberg, Knapp-Verlag Frankfurt am Main
- 1960 1908–1958. Weitere fünfzig Jahre Industrie- und Handelskammer Frankfurt am Main
- 1960 Schwarz auf weiß. Meine vierzig Lehrjahre (bankhistorische und geldpolitische Essays)
- 1963 Lebensbilder deutscher Bankiers aus fünf Jahrhunderten (Mitautor Maximilian Müller-Jabusch)
- 1964 General Marshall macht  Epoche – Konferenzen, Gestalten, Hintergründe, Ullstein-Verlag Berlin
- 1965 Berliner Hochfinanz – Kaiser, Fürsten, Millionäre um 1900, Knapp-Verlag Frankfurt/Main